# Las Crucitas, Michoacán de Ocampo
Las Crucitas är en ort i Mexiko.   Den ligger i kommunen Parácuaro och delstaten Michoacán de Ocampo, i den södra delen av landet, 300 km väster om huvudstaden Mexico City. Las Crucitas ligger 194 meter över havet och antalet invånare är 542.
Terrängen runt Las Crucitas är platt åt nordost, men åt sydväst är den kuperad. Runt Las Crucitas är det ganska tätbefolkat, med 129 invånare per kvadratkilometer. Närmaste större samhälle är Antúnez, 12,9 km norr om Las Crucitas. Omgivningarna runt Las Crucitas är en mosaik av jordbruksmark och naturlig växtlighet.